# Dénezé-sous-le-Lude
Dénezé-sous-le-Lude és un municipi francès situat al departament de Maine i Loira i a la regió de País del Loira. L'any 2007 tenia 289 habitants.

## Demografia

### Població
El 2007 la població de fet de Dénezé-sous-le-Lude era de 289 persones. Hi havia 116 famílies de les quals 36 eren unipersonals (24 homes vivint sols i 12 dones vivint soles), 36 parelles sense fills, 40 parelles amb fills i 4 famílies monoparentals amb fills.
La població ha evolucionat segons el següent gràfic:
Habitants censats

### Habitatges
El 2007 hi havia 153 habitatges, 116 eren l'habitatge principal de la família, 18 eren segones residències i 19 estaven desocupats. 144 eren cases i 7 eren apartaments. Dels 116 habitatges principals, 74 estaven ocupats pels seus propietaris, 40 estaven llogats i ocupats pels llogaters i 2 estaven cedits a títol gratuït; 6 tenien dues cambres, 25 en tenien tres, 34 en tenien quatre i 51 en tenien cinc o més. 81 habitatges disposaven pel capbaix d'una plaça de pàrquing. A 54 habitatges hi havia un automòbil i a 45 n'hi havia dos o més.

### Piràmide de població
La piràmide de població per edats i sexe el 2009 era:
| Homes | Edats   | Dones |
| ----- | ------- | ----- |
| 0     | 95 o +  | 0     |
| 0     | 90 a 94 | 0     |
| 0     | 85 a 89 | 8     |
| 4     | 80 a 84 | 0     |
| 8     | 75 a 79 | 0     |
| 12    | 70 a 74 | 16    |
| 8     | 65 a 69 | 12    |
| 0     | 60 a 64 | 8     |
| 4     | 55 a 59 | 4     |
| 0     | 50 a 54 | 8     |
| 12    | 45 a 49 | 20    |
| 16    | 40 a 44 | 4     |
| 4     | 35 a 39 | 0     |
| 8     | 30 a 34 | 16    |
| 12    | 25 a 29 | 4     |
| 8     | 20 a 24 | 8     |
| 4     | 15 a 19 | 20    |
| 4     | 10 a 14 | 4     |
| 8     | 5 a 9   | 4     |
| 12    | 0 a 4   | 12    |

## Economia
El 2007 la població en edat de treballar era de 174 persones, 120 eren actives i 54 eren inactives. De les 120 persones actives 103 estaven ocupades (61 homes i 42 dones) i 17 estaven aturades (6 homes i 11 dones). De les 54 persones inactives 26 estaven jubilades, 13 estaven estudiant i 15 estaven classificades com a «altres inactius».

### Ingressos
El 2009 a Dénezé-sous-le-Lude hi havia 118 unitats fiscals que integraven 296 persones, la mediana anual d'ingressos fiscals per persona era de 11.817 €.

### Activitats econòmiques
Dels 6 establiments que hi havia el 2007, 2 eren d'empreses de construcció, 1 d'una empresa de transport i 3 d'empreses de serveis.
Dels 2 establiments de servei als particulars que hi havia el 2009, 1 era un guixaire pintor i 1 electricista.
L'any 2000 a Dénezé-sous-le-Lude hi havia 19 explotacions agrícoles que ocupaven un total de 930 hectàrees.

## Poblacions properes
El següent diagrama mostra les poblacions més properes.